# Prostějov
Prostějov (németül: Proßnitz) járási központ Csehországban, az Olomouci kerületben.

## Fekvése
A Haná tájegység nyugati szélén, a Hornomoravský úval északi részén, a Drahanská hegységtől keletre terül el. Közelében folyik a Hloučela és a Romže patak. Történelmi városmagját 1990-ben városi emlékzónává nyilvánították. Több mint 43 ezer lakosa van, vonzáskörzetében 78 ezren élnek.

## Története

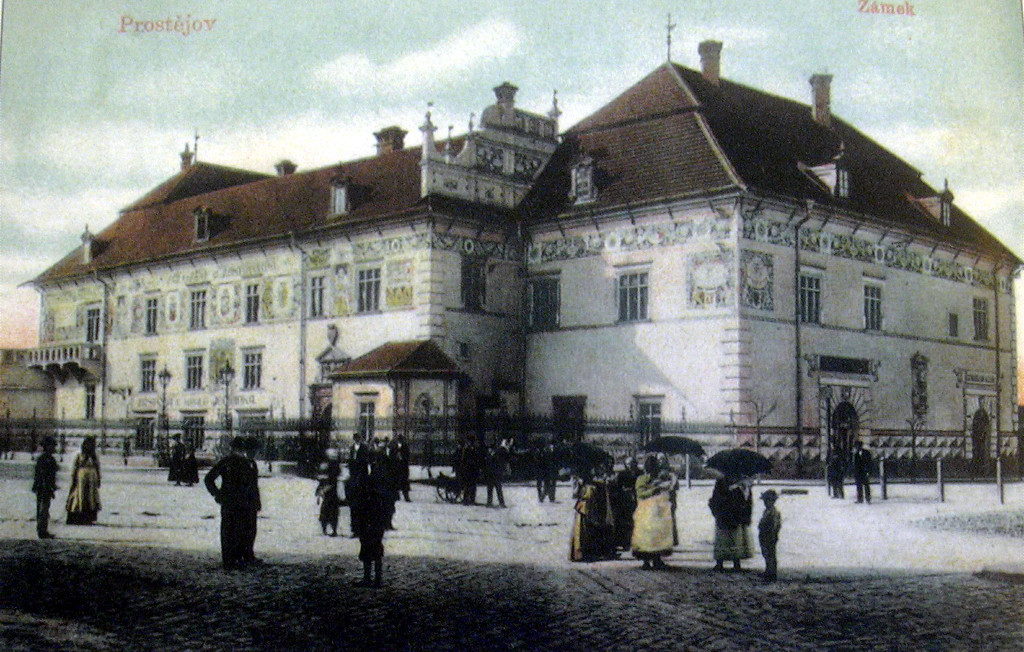
Prostějovi utcarészlet 1903-ból

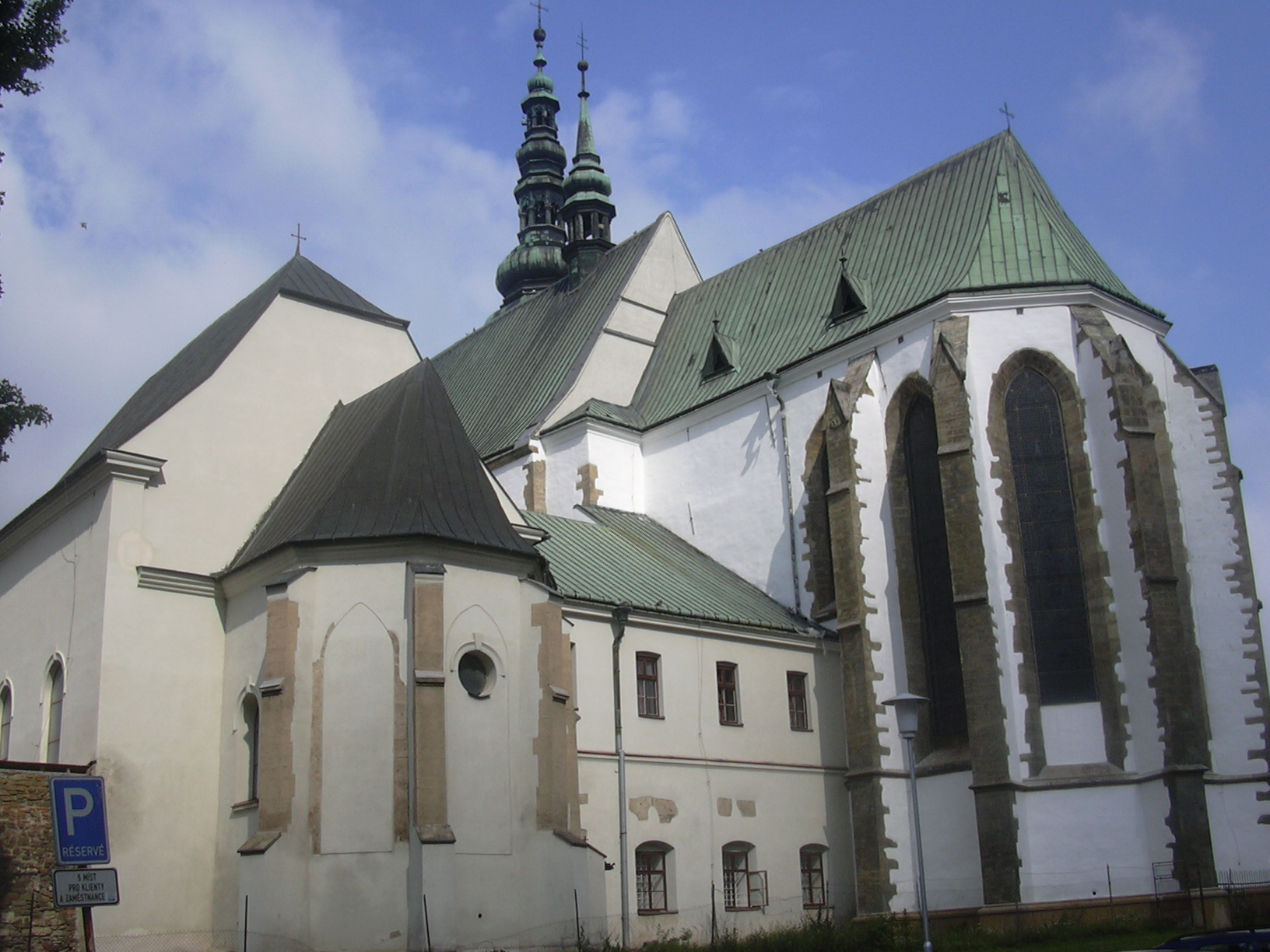
A Felmagasztalás templom és a Szent Kereszt-kápolna

Első írásos említése 1141-ből való. A 13. század közepére vásártartó hellyé vált, majd 1390-ben városi rangot kapott. 1431-ben a huszita időkben leégették. 1490-ben több mint száz évre a Pernštejn család tulajdonába került, ami a város virágzását hozta. 1495-ben védműveket emeltek a város körül. 1521 és 1538 között reneszánsz stílusban városházát építettek. A 16. században a város a Lichtenštejnek birtokába került, ami azonban a visszaesés időszakát hozta. Itt nyomtatták Morvaország első könyvét, Kašpar Aorg nyomdájában 1527-ben. A harmincéves háború alatt a várost lerombolták. 1697-ben tűzvész pusztított, mely elpusztította a városházát, az iskolát és a templomot is. Ezek után barokk stílusban épült újjá. A Mandel fivéreknek köszönhetően 1858 óta textilipar kezdett kialakulni a városban. Az első cseh ruhagyár hatására a város ismét gyarapodásnak indult, amelynek során a historizmus és a szecesszió stílusában építkeztek.

## Műemlékei
- Nemzeti ház
- új városháza
- régi városháza
- kastély
- városfalak
- Špalíček zsidónegyed
- Masaryk-iskola
- Mária-oszlop
- Karlovi Szűz Mária szobra
- templom
- kolostor
- huszita közösségi ház

## Városrészei
- Prostějov
- Čechovice
- Čechůvky
- Domamyslice
- Krasice
- Vrahovice
- Žešov

## Híres emberek
- Johann Nepomuk Berger (1816–1870) osztrák politikus
- Gideon Brecher (1797–1873) orvos, író
- Ignaz Brüll (1846–1907) zeneszerző, zongoraművész
- Eisenstadt Méir ben Izsák (1670–1744) rabbi
- Jonathan Eybeschutz (1690–1764) rabbi
- Edmund Husserl (1859–1938) filozófus, a fenomenológia atyja
- Drahomír Jirotka (1915–1958) Európa-bajnoki ezüst- és bronzérmes jégkorongozó, olimpikon
- Lukas Krajicek (1983) jégkorongozó
- Radoslav Látal (1970) 58-szoros válogatott labdarúgó
- Henrieta Nagyová (1978) teniszező
- Karel Nováček (1965) teniszező
- Vlastimil Petržela (1953) labdarúgó, edző
- Nathan Porges (1848–1924) rabbi
- Paulina Porizkova (1965) modell
- Moses Sofer vagy Chasam Sofer (1762–1839) rabbi
- Nina Škottová (1946) politikusnő
- Moritz Steinschneider (1816–1907) rabbi, bibliográfus, orientalista
- Otto Wichterle (1913–1998) kémikus, a kontaktlencse feltalálója
- Jiří Wolker (1900–1924) költő
- Petra Kvitová (1990) teniszező

## Testvérvárosok
- Borlänge, Svédország
- Hoyerswerda, Németország
- Magastátra, Szlovákia
- Środa Wielkopolska, Lengyelország
- Sankt Pölten, Ausztria

## Népesség
A település népessége az elmúlt években az alábbi módon változott:
| Lakosok száma | 15 787 | 24 075 | 35 588 | 33 183 | 49 920 | 46 910 | 43 975 | 43 680 | 43 055 | 43 563 |
|               | 1869   | 1890   | 1921   | 1950   | 1980   | 2001   | 2017   | 2019   | 2022   | 2024   |